# Kognitivní zkreslení
Kognitivní zkreslení (anglicky cognitive bias, cognitive distortion) je systematická, opakovaná chyba v myšlení, rozhodování, odhadech, vzpomínkách, zapamatování a jiných myšlenkových procesech, přičemž závěry o jiných lidech a situacích mohou v těchto případech být vyvozeny nelogickým způsobem. Například konfirmační zkreslení je tendence vyhledávat pouze ty informace, které jsou v souladu s tím, čemu věříme. Paměťové zkreslení ovlivňují, na co a jak snadno si vzpomeneme. Lidé si například pravděpodobněji vzpomenou na události, které vnímají jako humorné a lépe si zapamatují údaje, které sami vytvoří. Vzpomínky, které se nám spojují s důležitými událostmi nebo silnými emocemi, se nám zdají přesnější.

## Mechanismy
Zkreslení často vznikají z různých procesů, které je někdy obtížné navzájem rozlišit. Tyto zahrnují:
- Zkratky ve zpracovávání informací. Heuristické principy redukují složité úkoly ohodnocení pravděpodobnosti a předvídání na jednodušší úsudkové operace.[3]
- Šum v procesu zpracování informací (deformace při procesu ukládání do a načítání z paměti)[4]
- Omezená kapacita mozku při zpracovávání informací
- Emoční a morální motivace
- Sociální vlivy

## Seznam
V následující části je výběr ze známých zkreslení:
- Základní atribuční chyba (někdy také past chybné atribuce, atribuce, anglicky The Fundamental Attribution Error) je sociálně-psychologický pojem označující nevnímání událostí jako zcela náhodného dění, neboť pro lidi je snesitelnější věcem rozumět a mít pro ně vysvětlení.
- Kotvení (anglicky Anchoring) popisuje skutečnost, kdy je přirozenou lidskou tendencí spoléhat se při rozhodovacím procesu na jednu informaci či fakt, byť nemusí být relevantní, úplná či pravdivá.
- Haló efekt (anglicky The Halo Effect) je ovlivnění obecným prvním dojmem, kterým na nás určitý jedinec zapůsobil – ať už kladným nebo záporným. Pokud je např. první celkový dojem o člověku příznivý, později se celé jeho chování, rysy a řízení hodnotí kladně. V případně záporného dojmu se na jednání člověka dívá prioritně záporně.
- Apofenie (anglicky Apophenia) je lidská tendence vnímat smysluplné vzorce v náhodných datech.
- Potvrzovací zkreslení (anglicky Confirmation bias) je tendence člověka upřednostňovat ty informace a výklady, které podporují jeho vlastní názor, a naopak ignorovat nebo podceňovat ty, které jsou v rozporu s jeho přesvědčením, případně vykládat nejednoznačné informace tak, aby byly v souladu s jeho názorem.
- Přehlížení neúspěšných (anglicky Survivorship bias) je logický klam, založený na vyšší viditelnosti těch, kteří „přežili“ určitý proces. Například pokud bychom zjišťovali spokojenost se studiem na určité vysoké škole na absolventech konkrétního oboru, dopracovali bychom se pravděpodobně k jiným zjištěním, jako kdybychom zkoumali spokojenost se studiem mezi všemi studenty, tedy i těmi, kteří z nějakého důvodu studium nedokončili. Klam přeživších tedy může často vést k optimističtějším závěrům.
- Klam dostupnosti (anglicky The Availability Bias) znamená upřednostňovat při rozhodování informací, které si snadno vybavíme. Vybavujeme si je snadno na základě toho, že se o nich často mluví, nebo jsou momentálně aktuální.
- Problém zpětného pohledu (anglicky The Hindsight Bias) někdy se nazývá efekt „Já jsem to věděl“, je sklon vidět minulé události jako předvídatelné, ačkoli se v době, kdy k nim teprve mělo dojít, předvídatelné nezdály.
- Zkreslení sloužící sobě (anglicky Self-serving bias) je tendence vidět a hodnotit své chování shovívavější než chování druhých.
- Efekt nadměrné sebedůvěry (anglicky Overconfidence effect, Overconfidence bias) vede k tomu, že lidé mají tendenci nadhodnocovat své schopnosti, vyhlídky a šance na úspěch.
- Sklon eliminovat jedno riziko (anglicky The Zero Risk Bias). Jde o tendenci zcela eliminovat jedno z existujících rizik, a to i tehdy, když existuje alternativní řešení se stejnými nebo nižšími náklady, jehož výsledkem je nižší celkové riziko.
- Efekt nejednoznačnosti (anglicky Ambiguity effect) je sklon volit možnosti, u kterých je známá pravděpodobnost příznivého vývoje.
- Tendence souhlasit (anglicky Acquiescence bias) se vyznačuje tím, že lidé mají tendenci vybírat pozitivní odpověď bez ohledu na obsah otázek.
- Proporční zkreslení (anglicky Proportionality bias) je přesvědčení, že událost, která má významné následky, musí mít i stejně významné příčiny.[5]